# Calaigne
Calaigne, ook wel Kaleinje geschreven, is een gehucht in Eksaarde, een deelgemeente van de Belgische stad Lokeren.

## Ligging
Calaigne is gelegen aan de Rechtstraat, een verbindingsweg tussen (Gent) Oostakker en Sinaai waar de Lokerse deelgemeente Eksaarde aan gelegen is, maar ook gehuchten zoals Scheepken, Oosteindeke en Zwaanaarde. Het gehucht bevindt zich ruim één kilometer ten noorden van Doorslaar tussen de gehuchten Scheepken en Briel.
Het gehucht bestaat uit de Rechtstraat en de gelijknamige Calaignestraat omringd door een aantal veldwegen.

## Geschiedenis
Op de Ferrariskaart, Atlas der Buurtwegen en de Popp-kaart kunnen we afleiden dat er (nog) geen benaming was voor een verzameling boerderijen op de huidige locatie van het gehucht. Op een latere kaart (Topografische kaart Vandermaelen), wordt de plek verwezen als "het Moleken". Deze benaming zal echter niet lang gebruikt worden.
De huidige naam van dit gehucht zal waarschijnlijk komen van een beek die in de buurt van het toenmalige Calaigne liep, genaamd de Cologne -of Calagnebeek, vernoemd naar de Duitse stad Keulen. De naam "Calagne" viel ook op een nabijgelegen straat die uiteindelijk de Calaignestraat zal worden. Het gehucht zal daarvan zijn benaming gekregen hebben.

Deelgemeenten: Daknam · Eksaarde · Lokeren · Moerbeke

Dorpen: Doorslaar · Heiende · Koewacht · Kruisstraat · Oudenbos

Gehuchten: Brandbezen · Bautschoot · Briel · Calaigne · Caudenborm · De Katte · Den Oever · Duivekeet · Eksaardedam · Everslaar · Fortuine · Ganzendries · Lammeken · Heydensveer · Hillare · Hul · Keerken · Keersmakers · Molenhoek · Molsbergen · Naastveld ·  Nieuwpoort · Oosteindeke · Pereboom · Rijssel · Rode Sluis · Scheepken · Staakte · Stenenbrug · Terwest · Turfakkers · Veldeken · Vogelzang · Vossel · Werkstede · Westhoek · Zeveneekskens · Zwarte Sluis

Wijken: Bergendries · Bokslaar · Bloemenwijk · De Kop · Flamigantenwijk · Ledehof · Heirbrug · Lokeren-Zuid · Puttenen · Rozen · Schrijverswijk · Spoele · Stationswijk · Vogelkwijk

Buurten: Kouter · Oude Brug · 't Zand

Belgische gemeenten · Arrondissement Sint-Niklaas · Oost-Vlaanderen · Vlaanderen